# Aubepierre-sur-Aube
Ne doit pas être confondu avec Aubepierre-Ozouer-le-Repos.
Aubepierre-sur-Aube est une commune française située dans le département de la Haute-Marne, en région Grand Est.

## Géographie
Le village d'Aubepierre-sur-Aube est situé dans un vallon assez resserré où coule la rivière l'Aube. Il est situé à 32 kilomètres, au sud-ouest de Chaumont et à 8 kilomètres à l’ouest d'Arc-en-Barrois.
Les constructions, bien ordonnées, présentent un aspect assez régulier. À la fin du XIXe, de nombreuses fontaines distribuaient l'eau aux habitants. Le vallon fertile occupé par le village est entouré de collines boisées.

### Localisation

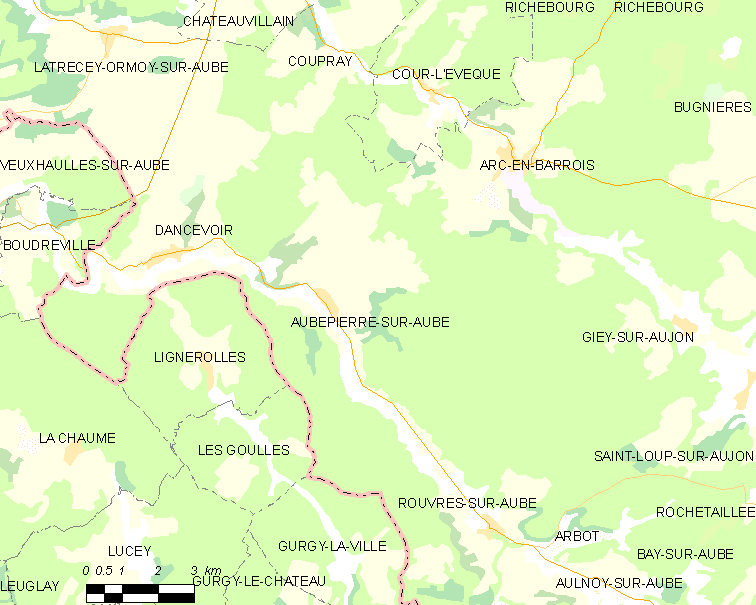
Carte de la commune de Aubepierre-sur-Aube et des proches communes.

### Hydrographie
La commune est dans la région hydrographique « la Seine de sa source au confluent de l'Oise (exclu) » au sein du bassin Seine-Normandie. Elle est drainée par l'Aube, le Fossé 01 de la Combe des Vaux, divers bras de l'Aube, le canal 01 du Chemin Boeu, le cours d'eau 01 des Cascades d'Etufs et divers autres petits cours d'eau,.
L'Aube, d'une longueur de 249 km, prend sa source dans la commune d'Auberive et se jette  dans la Seine à Marcilly-sur-Seine, après avoir traversé 82 communes.

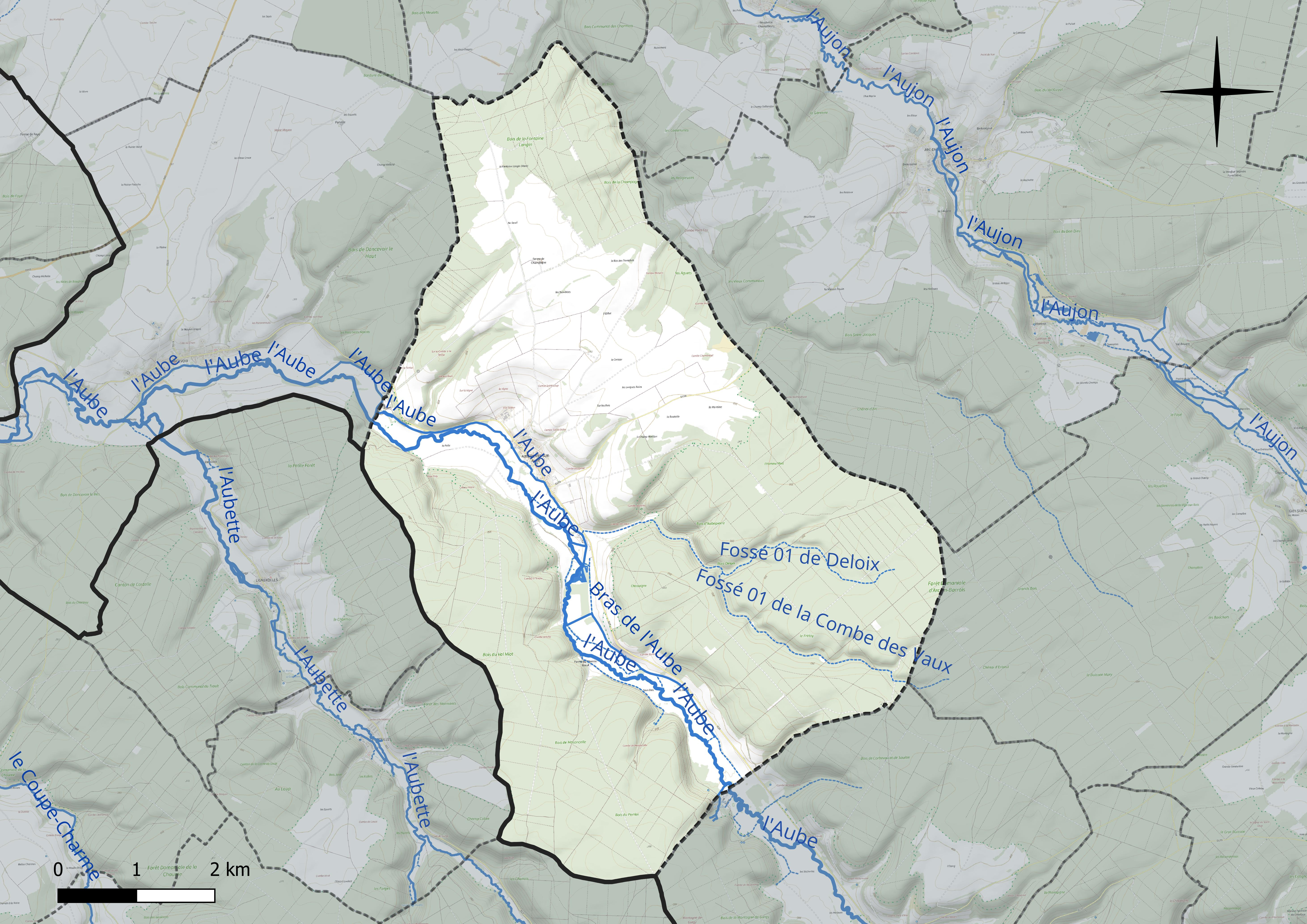
Réseau hydrographique d'Aubepierre-sur-Aube.

### Climat
Pour des articles plus généraux, voir Climat du Grand Est et Climat de la Haute-Marne.
En 2010, le climat de la commune est de type climat des marges montargnardes, selon une étude du Centre national de la recherche scientifique s'appuyant sur une série de données couvrant la période 1971-2000. En 2020, Météo-France publie une typologie des climats de la France métropolitaine dans laquelle la commune est exposée à un climat océanique altéré et est dans la région climatique Lorraine, plateau de Langres, Morvan, caractérisée par un hiver rude (1,5 °C), des vents modérés et des brouillards fréquents en automne et hiver.
Pour la période 1971-2000, la température annuelle moyenne est de 10,4 °C, avec une amplitude thermique annuelle de 16,6 °C. Le cumul annuel moyen de précipitations est de 951 mm, avec 13,3 jours de précipitations en janvier et 9,3 jours en juillet. Pour la période 1991-2020, la température moyenne annuelle observée sur la station météorologique de Météo-France la plus proche, « Saint-loup-sur-aujon_sapc », sur la commune de Saint-Loup-sur-Aujon à 12 km à vol d'oiseau, est de 10,5 °C et le cumul annuel moyen de précipitations est de 918,0 mm. 
La température maximale relevée sur cette station est de 39,9 °C, atteinte le 25 juillet 2019 ; la température minimale est de −22 °C, atteinte le 20 décembre 2009,,.
Les paramètres climatiques de la commune ont été estimés pour le milieu du siècle (2041-2070) selon différents scénarios d'émission de gaz à effet de serre à partir des nouvelles projections climatiques de référence DRIAS-2020. Ils sont consultables sur un site dédié publié par Météo-France en novembre 2022.

## Urbanisme

### Typologie
Au 1er janvier 2024, Aubepierre-sur-Aube est catégorisée commune rurale à habitat dispersé, selon la nouvelle grille communale de densité à sept niveaux définie par l'Insee en 2022.
Elle est située hors unité urbaine. Par ailleurs la commune fait partie de l'aire d'attraction de Chaumont, dont elle est une commune de la couronne,. Cette aire, qui regroupe 112 communes, est catégorisée dans les aires de 50 000 à moins de 200 000 habitants,.

### Occupation des sols
L'occupation des sols de la commune, telle qu'elle ressort de la base de données européenne d’occupation biophysique des sols Corine Land Cover (CLC), est marquée par l'importance des forêts et milieux semi-naturels (69,7 % en 2018), une proportion identique à celle de 1990 (69,7 %). La répartition détaillée en 2018 est la suivante : 
forêts (69,7 %), terres arables (23,8 %), prairies (5,9 %), zones urbanisées (0,6 %). L'évolution de l’occupation des sols de la commune et de ses infrastructures peut être observée sur les différentes représentations cartographiques du territoire : la carte de Cassini (XVIIIe siècle), la carte d'état-major (1820-1866) et les cartes ou photos aériennes de l'IGN pour la période actuelle (1950 à aujourd'hui).

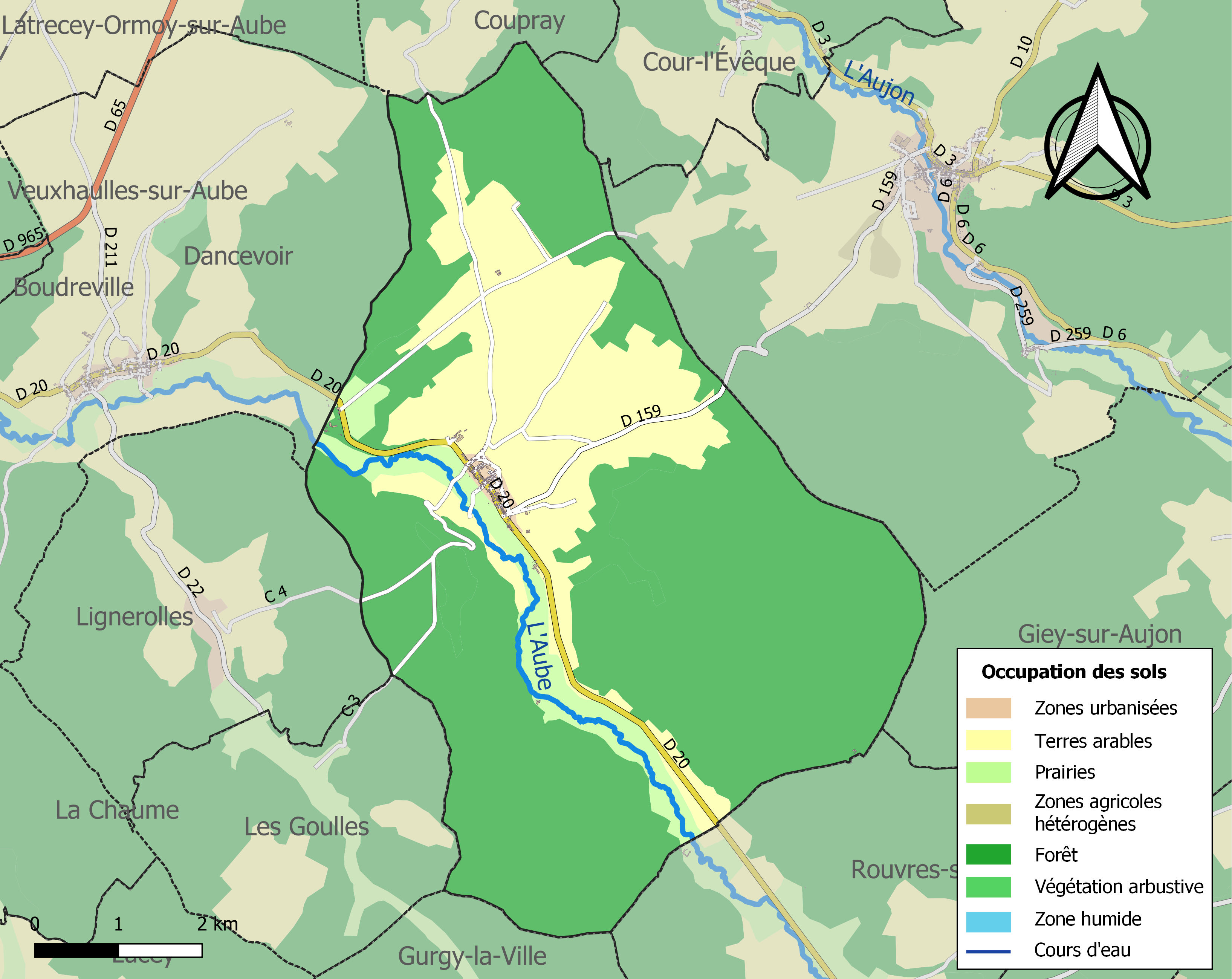
Carte des infrastructures et de l'occupation des sols de la commune en 2018 (CLC).

## Toponymie
Le nom de la localité est attesté sous les formes Alba Petra (1195) ; Aulbepierre (1526) ; Aubepierre (1572).

Le nom provient très certainement des « anciennes carrières du coteau de la Roche », de pierre blanche, (alba petra en 1195) situées sur la rive droite de la rivière. La forme  française « blanc, blanche » est très répandue mais de formation récente. La racine Alba, plus anciennement utilisée, commune dans les langues romanes mais aussi connue en celte (albos), viendrait d’un indo-européen *albho de même sens, qui a désigné aussi l’aube. Elle est rarement utilisée seule comme dans le nom de l’Aube, rivière blanche en pays de craie, mais plus souvent associée à un nom commun, Aulbepierre en 1526.
L’Aube est une rivière, l'un des quatre plus gros affluents de la Seine.

## Histoire
Les habitants d'Aubepierre furent affranchis à la fin du XVe siècle. Pendant longtemps domina sur le village une famille aux origines bretonnes dont un représentant fut le comte de Vertu et de Chellane, baron d'Angour, seigneur de Clisson, de Champton, d'Ingrande et de Hudde.
Grâce aux revenus venant de ses forêts, la commune fit construire une église dont la flèche fut détruite par le fameux ouragan du 28 décembre 1688, relaté par le curé Lecharny dans un registre paroissial. L'église actuelle contient douze tableaux restaurés et un maître-autel en marbre, sauvés de l'abbaye de Longuay pendant la tourmente révolutionnaire de 1793.
L'abondance de bois favorisa la création de forges et de hauts-fourneaux en amont de la commune, sur un canal creusé par les moines, dérivé de l'Aube, traversant la zone habitée, pour rejoindre la rivière en aval de Longuay. Jadis, ce canal permettait d'assurer le fonctionnement de deux moulins et l'alimentation en eau des lavoirs et abreuvoirs communaux. Les établissements métallurgiques furent abandonnés depuis les années 1850, et avec eux, disparut une importante population "flottante".
Dans les débuts du XIXe siècle, Aubepierre-sur-Aube comptait 1 000 habitants. Avec le départ des ouvriers travaillant à la forge, avec l'épidémie de choléra de 1854 qui fut responsable de 130 décès, avec le départ des jeunes vers les villes, le nombre d'habitants chuta à 580 vers 1895 (voir statistiques plus récentes ci-dessous).
Les principales ressources de la commune sont la forêt et l'agriculture. Les quatre foires annuelles de jadis se tenaient sous les halles, détruites par l'ouragan du 30 avril 1866.
Les écarts d'Aubepierre-sur-Aube, répertoriés vers 1895, sont :
- Longuay (voir ci-dessous), sur l'ancienne route de Langres à Châtillon-sur-Seine, près de la voie romaine allant de Langres à Sens ;
- La Roche, maison isolée au pied des carrières ;
- La Forge, restes de forges et hauts-fourneaux à 1 kilomètre en direction de Rouvres ;
- Chemin Bœuf, ferme située à 3 kilomètres en amont du village, ancienne « grange » de Longuay ;
- Champlain, maison forestière à 6 kilomètres au sud-est du village, appartenant à monsieur le prince de Joinville (chasse) ;
- La Champagne, ferme à 3 kilomètres au nord du village, à proximité de deux voies romaines.

### Sources historiques
- Registres paroissiaux d'Aubepierre-sur-Aube.
- Document manuscrit, écrit par Monsieur Legros, instituteur, destiné à Monsieur Piètremont, Inspecteur d'Académie, en janvier 1895, Histoire et archéologie de la commune d'Aubepierre.

## Héraldique
| Blason de Aubepierre-sur-Aube | Blason  | De gueules au chevron d'or accompagné de trois roses d'argent. |
| Blason de Aubepierre-sur-Aube | Détails | Le statut officiel du blason reste à déterminer.               |

## Politique et administration
| Période                                  | Période   | Identité          | Étiquette | Qualité |
| ---------------------------------------- | --------- | ----------------- | --------- | ------- |
| mars 2001                                | mars 2008 | Michel Defraire   |           |         |
| mars 2008                                | En cours  | Jean-Michel Cavin |           |         |
| Les données manquantes sont à compléter. |           |                   |           |         |

## Population et société

### Démographie

#### Évolution démographique
L'évolution du nombre d'habitants est connue à travers les recensements de la population effectués dans la commune depuis 1793. Pour les communes de moins de 10 000 habitants, une enquête de recensement portant sur toute la population est réalisée tous les cinq ans, les populations de référence des années intermédiaires étant quant à elles estimées par interpolation ou extrapolation. Pour la commune, le premier recensement exhaustif entrant dans le cadre du nouveau dispositif a été réalisé en 2004.

En 2022, la commune comptait 185 habitants, en évolution de −2,12 % par rapport à 2016 (Haute-Marne : −4,62 %, France hors Mayotte : +2,11 %).
| 1793 | 1800 | 1806 | 1821 | 1831 | 1836 | 1841 | 1846 | 1851 |
| ---- | ---- | ---- | ---- | ---- | ---- | ---- | ---- | ---- |
| 750  | 684  | 738  | 830  | 920  | 948  | 950  | 896  | 890  |

| 1856 | 1861 | 1866 | 1872 | 1876 | 1881 | 1886 | 1891 | 1896 |
| ---- | ---- | ---- | ---- | ---- | ---- | ---- | ---- | ---- |
| 708  | 705  | 686  | 670  | 641  | 623  | 590  | 581  | 527  |

| 1901 | 1906 | 1911 | 1921 | 1926 | 1931 | 1936 | 1946 | 1954 |
| ---- | ---- | ---- | ---- | ---- | ---- | ---- | ---- | ---- |
| 517  | 476  | 483  | 497  | 471  | 463  | 438  | 383  | 376  |

| 1962 | 1968 | 1990 | 1999 | 2004 | 2006 | 2009 | 2014 | 2019 |
| ---- | ---- | ---- | ---- | ---- | ---- | ---- | ---- | ---- |
| 346  | 296  | 195  | 215  | 213  | 208  | 190  | 187  | 185  |

| 2022 | - | - | - | - | - | - | - | - |
| ---- | - | - | - | - | - | - | - | - |
| 185  | - | - | - | - | - | - | - | - |

## Culture locale et patrimoine

### Lieux et monuments
- Abbaye de Longuay : Non loin de la route conduisant à Dancevoir existent encore de nos jours quelques restes de l'abbaye cistercienne de Notre-Dame de Longuay.
- Église Notre-Dame de l'Assomption, construite vers 1550, inscrite aux monuments historiques.

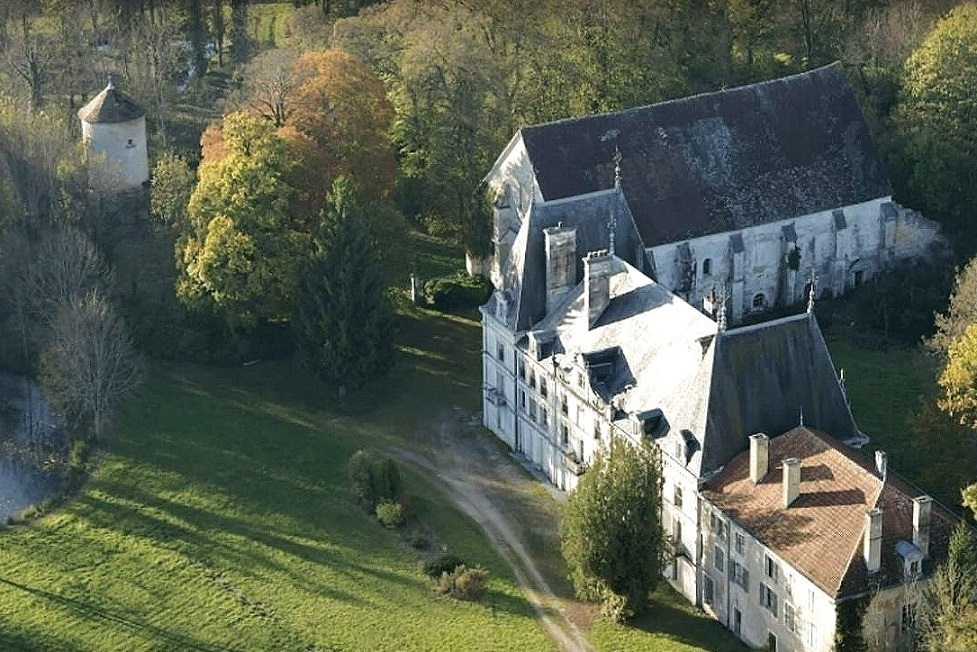
l'Abbaye de Longuay
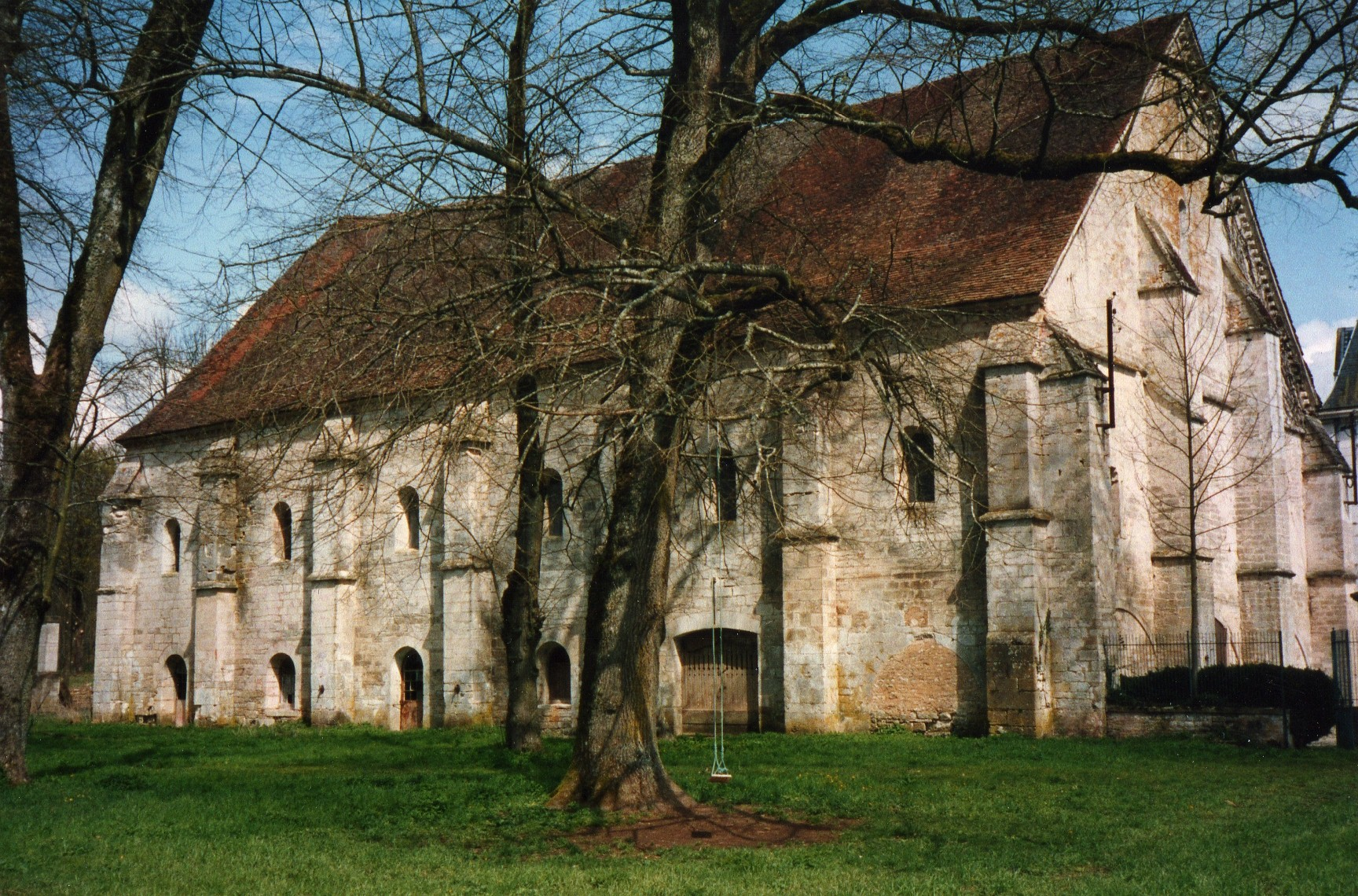
Ancien bâtiment des frères convers de l'abbaye de Longuay.
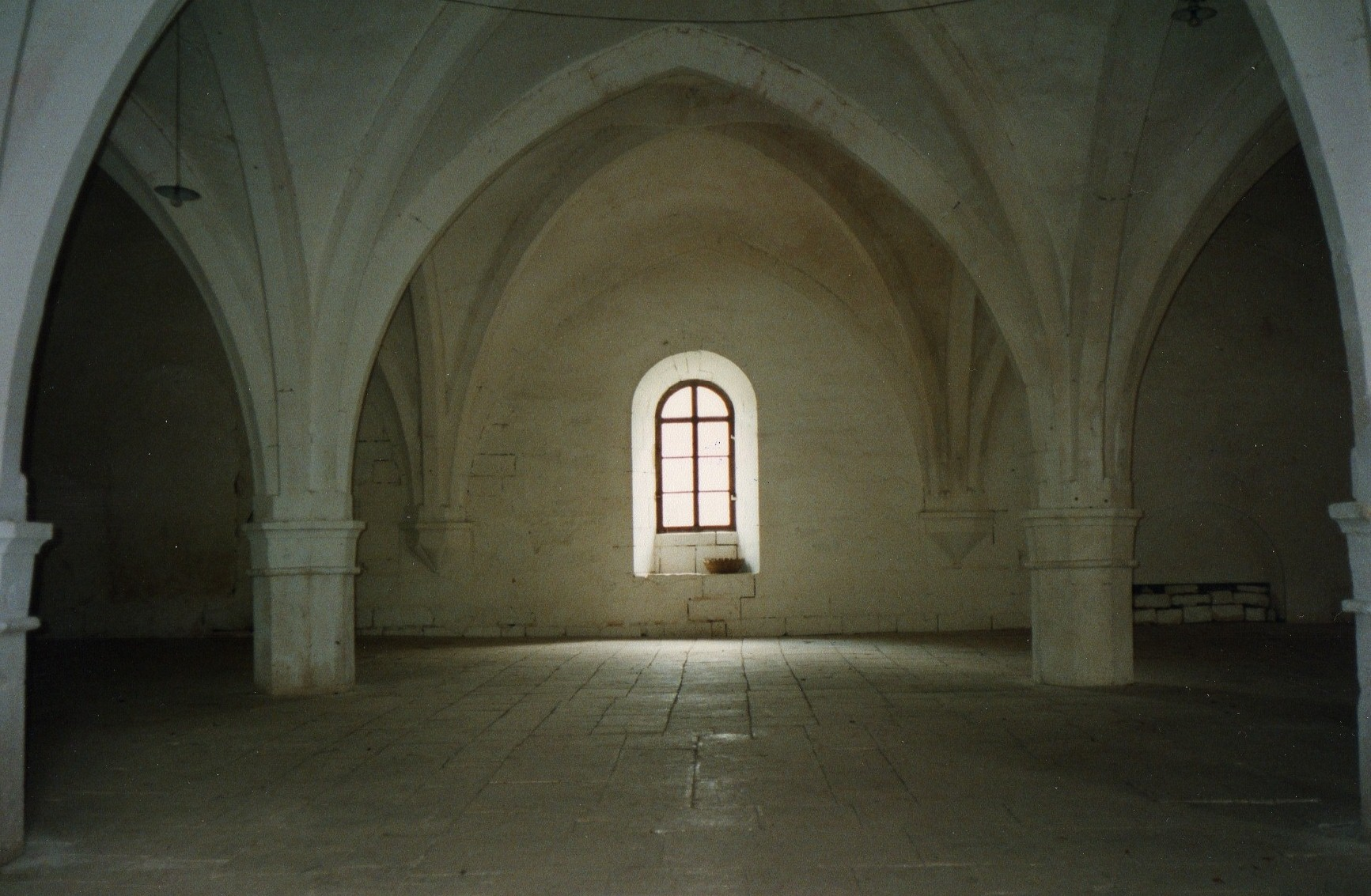
Ancien dortoir des frères convers de l'abbaye.
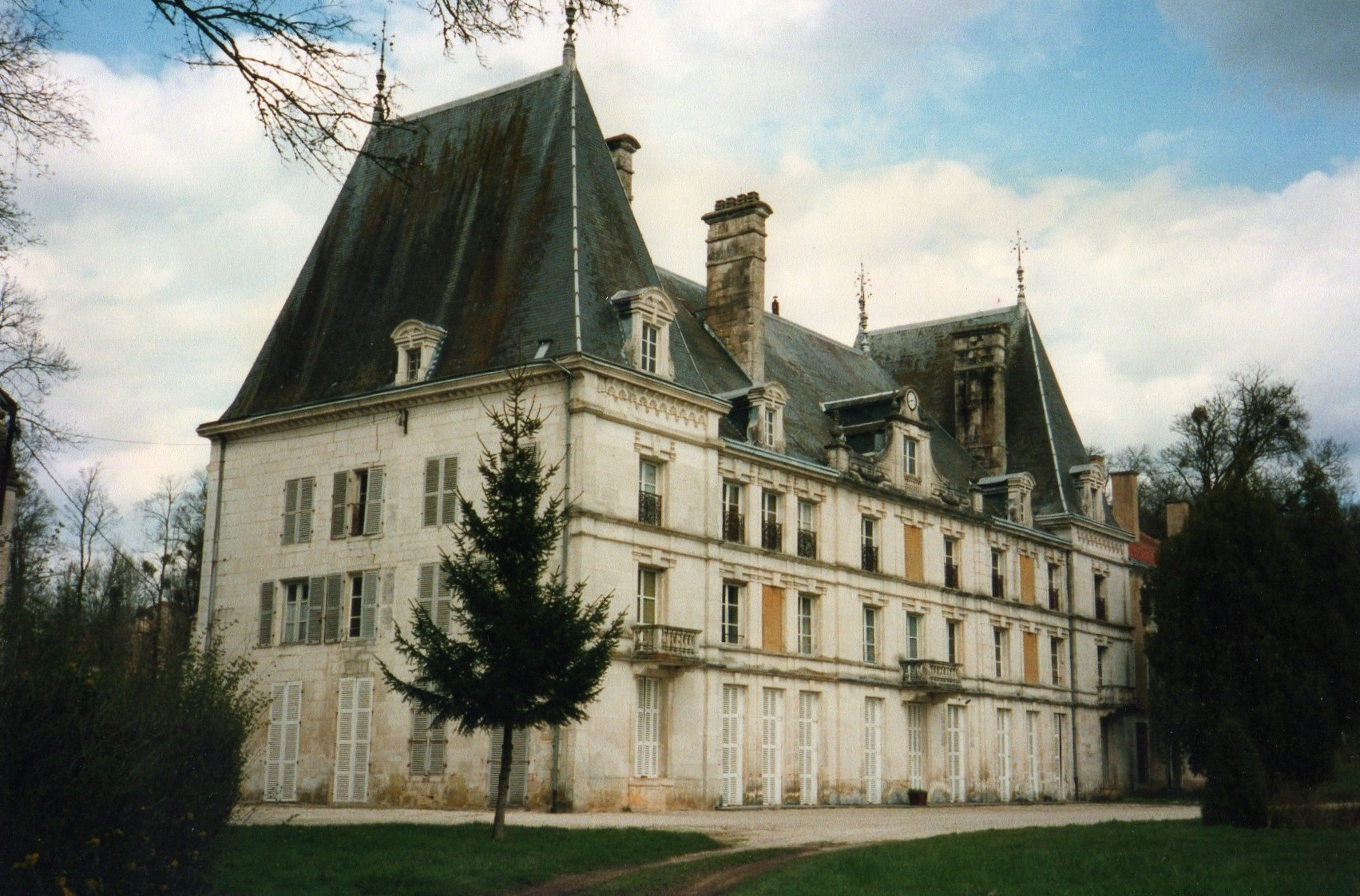
Château de Longuay.

### Patrimoine naturel
Située dans un territoire très forestier, la commune a vocation à être intégrée dans le futur Parc national des Forêts de Champagne et Bourgogne.

### Personnalités liées à la commune
- Michel Girardot (v 1759-1800), militaire
- Pierre Bulliard (1752-1793), naturaliste.
- Michel Sordel (1920-1994), maire de Châtillon-sur-Seine et sénateur de la Côte-d'Or est né dans la commune.